# NGC 734
NGC 734 ist eine Balken-Spiralgalaxie vom Hubble-Typ SBab im Sternbild Walfisch, welche etwa 534 Millionen Lichtjahre von der Milchstraße entfernt ist.
Sie wurde am 9. November 1885 von dem US-amerikanischen Astronomen Francis Preserved Leavenworth entdeckt und etwas ungenau beschrieben, vermutlich wurde damals PGC 170023 beobachtet. Die Galaxie wurde früher häufig mit PGC 7121 verwechselt.